# 아시아의 예절

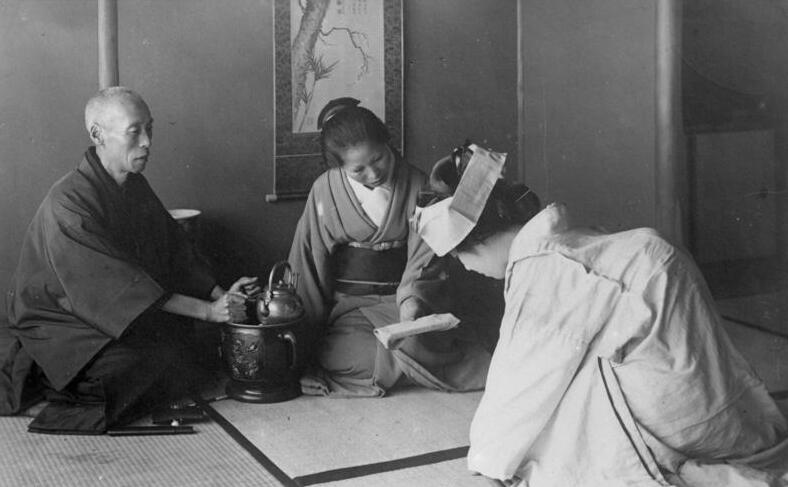
아시아의 많은 국가에서는 젊은 사람들이 노인을 존중하는 것이 기본 예절이다. 절 (인사)와 같은 몸짓은 최대의 존경을 나타낸다. 정교하고 세련된 일본의 다도는 은혜와 좋은 예절을 통해 존중을 나타내기 위한 것이다.

아시아의 예절은 비슷한 행동이 여러 지역에서 보일 수 있지만, 국가마다 다르다. 따라서 세계의 예절에 대한 문서는 완전하지 않다. 행동이나 사회적 행위에 대한 인식이 다양하므로, 문화 이해가 필수적이다. 아시아인의 관습과 기대하는 것에 대한 지식이 부족하면 좋은 의도를 가진 사람들조차 무례한 것처럼 보일 수 있다.
아시아의 에티켓은 종종 "존중", "좋은 태도"및 "효도"라는 형태로 나타나며 중국의 문화의 영향을 많이 받았다.

## 방글라데시
방글라데시 사회는 비교적 내성적이고 매우 체계적이다. 오랜 시간 관습이 다양하게 변하는 동안, 연장자에 대한 존중과 가족에 대한 높은 관심 같은 것은 변하지 않았다. 노인들은 항상 대우 받으며, 이들과 대화 할 때 젊은이들이 직접적으로 의견을 제시하는 것은 무례한 것으로 간주된다. 또한 연장자와 눈을 너무 오랫동안 마주쳐도 나쁜 태도로 간주된다.
방글라데시 사람들은 겸손한 사람들이며 너무 지나치게 칭찬하는 것은 권장되지 않는다. 이는 불성실하고 불쾌한 것으로 해석될 수 있기 때문이다. 종교는 이들의 예절에 큰 영향을 미쳤다. 여자가 먼저 손을 내밀지 않으면 남자가 여자와 악수하는 것은 허용되지 않는다. 종교는 사회적 분류와 함께 무엇이 허용되고 금지 되는지 구분하여 요구한다.
방글라데시의 예절은 직장에서 자신의 입장이나 아이디어를 전달할 때 직접 혹은 먼저 행동하지 않는 등, 다른 아시아 국가에서 발견되는 것과 유사하다.

## 브루나이

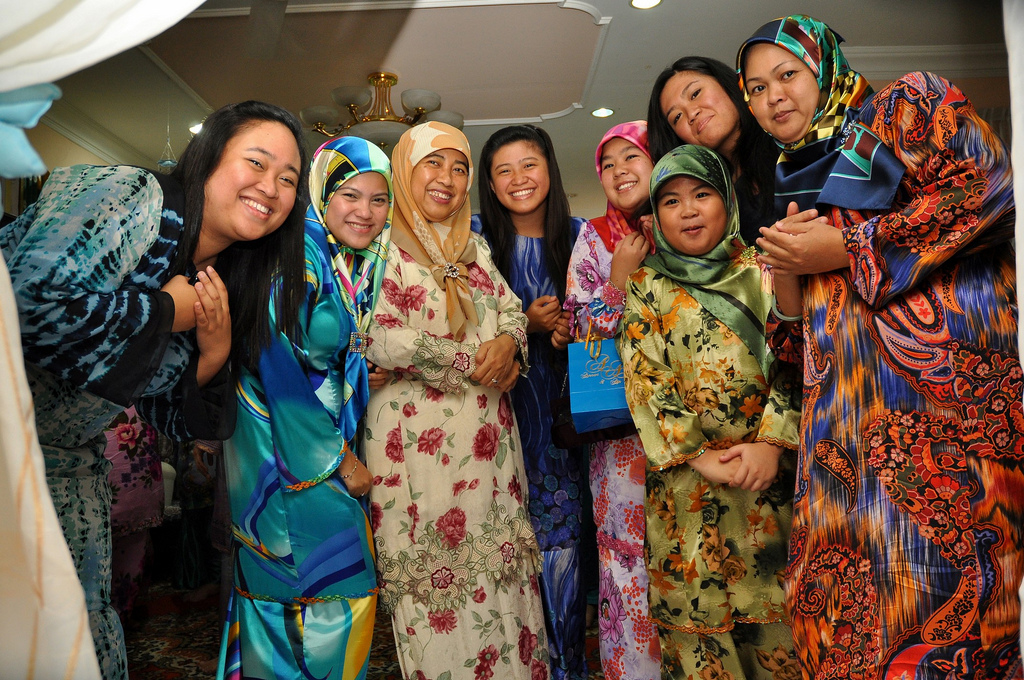
동남아시아의 사람들은 매우 가족 중심적이며 축하 행사는 먼 친척을 만날 수 있는 기회가 된다. 이슬람 문화에서는 투동(히잡)과 같은 복장 예절이 중요하다.

브루나이의 예절은 말레이시아와 유사하다.

## 중국
중국 문화에서 식사는 아주 큰 비중을 차지하며 외식은 손님을 존중하고 친밀감과 우정을 나누는 가장 일반적인 방법 중 하나다. 일반적으로, 중국의 예절은 일부 예외를 제외하고는 한국 및 일본과 같은 다른 동아시아 국가와 매우 유사하다. 대부분의 중국 식문화에서는 접시 하나를 여러 사람이 사용한다. 정사각형, 직사각형의 밥상은 소집단에서 사용되지만 원형 식탁은 큰 집단에 선호된다. 서열에 기초해서, 정식 저녁 식사에는 사람마다 특정 좌석이 있다. 초대의 주최자 또는 가장 오래된 사람을 위해 예약 된 명예 좌석은 일반적으로 중앙에서 동쪽을 향하거나 입구를 향한 좌석이다. 식기는 포크와 나이프 대신 젓가락이 사용된다. 대부분의 중국 식당에서는 일반적으로, 식당 주인이 알리지 않는 이상 팁이 필요하지 않다. 손님들이 앉기 전이나 앉은 후 차를 대접한다. 또한 차를 붓는 사람에게 "감사합니다"(谢谢; xiexie )라고 말해야 한다.

## 인도
인도의 예절 문화는 남아시아와 동남아시아 지역과 많은 유사점을 가지고 있지만 예외가 있다.

## 인도네시아

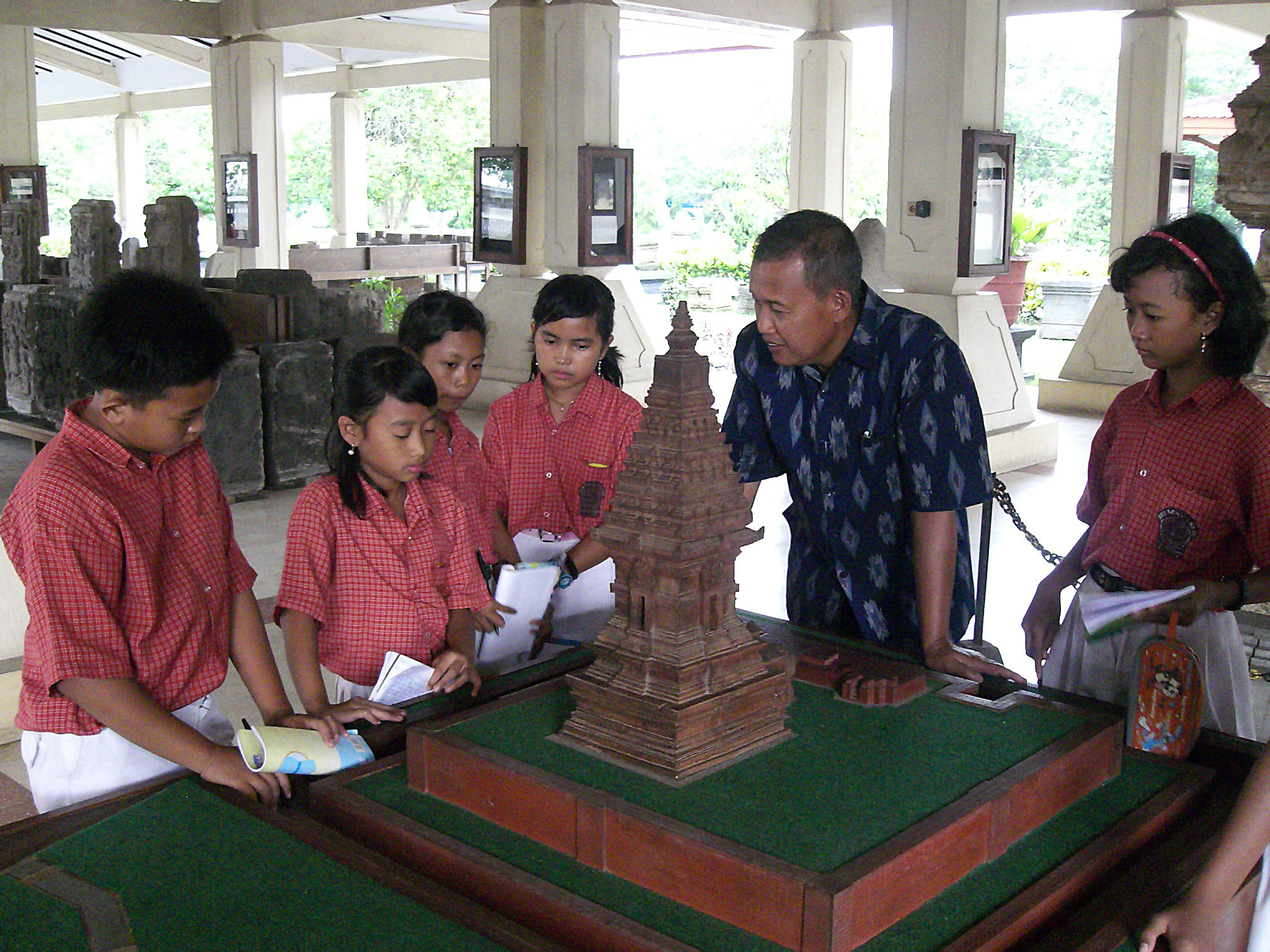
인도네시아에서 보이는 것과 같이 아시아의 어린이들은 연장자에게 존경하고, 선생님들을 따르는 모습을 볼 수 있다. 학생들은 견학 중에 선생님의 설명을 조용히 듣는다.

인도네시아는 매우 다양한 문화를 가진 거대한 열대 군도 국가라는 것을 이해하는 것이 중요하다. 각각의 인도네시아 민족은 고유의 문화, 전통을 가지고 있으며 자신의 민족 언어를 말할 수 있다. 그들은 자신만의 규칙을 가진 다른 종교를 고수하기도 한다. 이러한 결합은 인도네시아의 타 지역보다 복잡한 전통을 가지게 되었다. 인도네시아의 예절은 다른 동남아시아 국가들과 많은 점을 공유한다. 또한 인도네시아는 무슬림 인구가 대다수이기 때문에 중동의 일부 지역에도 해당된다. 다음은 인도네시아 예절의 요점이다.
다른 사람들의 체면을 지키는 것은 중요하다. 공공 장소에서 사람들을 부끄럽게 하거나 모욕하는 행위 등은 매우 무례한 것으로 본다.
선물을 주거나, 악수 할 때, 혹은 무언가를 주고받을 때, 먹을 때, 다른 누군가를 가리킬 때는 항상 오른손을 사용해야 한다.

## 일본
일본의 관습과 예절은 아시아의 문화 중에서 특히 복잡하고 까다롭게 느껴질 수 있다. 무례를 저지른 일본인이 아닌 사람의 경험에 대한 지식은 에티켓 문제에 대한 기대가 충족되지 않을 때 일부 일본인이 느끼는 부정적인 감정적 반응을 상쇄하지 못할 수 있다.
- 명함은 양손으로 주고 받아야 한다. 명함은 즉시 검사하고 회의 기간 동안 수신기 앞의 테이블에 배치 된다. 회의 후에는 공손하게 명함을 보관하나, 뒷주머니에 넣지 않아야 한다. 명함에 글을 쓰면 안 된다. 회의에서 진지하게 받아들여 지려면 명함이 있어야 한다. 명함을 꺼내려면 주머니에서 꺼내지 말고 명함 케이스에 넣어야 한다.[11]
- 선물을 처음 받고 나서, 주는 사람이 여러 번(보통 3번) 줄 것으로 예상할 때 받는 것은 실례가 된다. 선물은 일반적으로 준 사람이 있는 곳에서는 열지 않는 것이 예이다.[12]
- 다른 사람에게 인사하거나 감사해 할 때, 신분이 낮은 사람이 다른 사람보다 적절하게 고개를 숙이지 않으면 모욕적일 수 있다. 그러나 외국인은 좀처럼 고개를 숙이지 않는다. 절하는 행동의 각도와 시간은 지위, 나이 및 기타 요인에 따라 달라진다.[13]
- 쌀에 간장을 붓는 것은 드문 행동이다.
- 사회적으로, 자신이 자신의 음료를 붓는 것은 흔치 않다. 일반적으로 한 명이 동료들의 음료를 부어 주겠다고 제안하고 그에 대한 대가로 상대의 주류를 붓는다. 당신 중 한 사람이 음료를 병에서 잔으로 부어 마시고 다른 한 사람이 단지 잔의 음료를 마시고 있지만, 그렇지 않다면 오랫동안 기다리게 될 것이기 때문에 자신의 잔을 따르는 것은 괜찮다.
- 공공 장소에서 코를 푸는 행위는 무례한 행동이다. 또한 일본인은 문자 그대로 "코 똥"으로 번역되는 "하나쿠소"를 위해 손수건을 사용하지 않는다.
- 여성의 경우, 화장품이나 브래지어를 착용하지 않은 것은 상황에 대해 비전문적이거나 무시하는 표현으로 보일 수 있다.
- 많은 일본인이 이와 관련하여 외국인에게 관대하지만, 사회적 지위가 높은 사람과 일본어로 말할 때 존댓말을 사용하지 않는 것은 무례한 행동이다. 일본어의 존칭 "~상"은 영어를 말할 때 사용할 수 있지만 자신을 언급 할 때는 절대 사용되지 않는다. 보통 일본인의 이름은 성-이름 구조로 배치하지만 서양인의 편익을 위해 순서를 반대로 바꿔 부른다.
- 일본인이 짓는 미소나 웃음은 그들이 긴장하고 있거나 불편함을 느끼고 반드시 행복하지 않다는 것을 의미할 수 있다.
- 팁은 일본에서 거의 시행되지 않으며 수술을 위해 의사에게 팁을 주거나 고급 료칸을 방문 할 때, 또는 집주인을 상대할 때와 같은 경우를 제외하고 모욕으로 간주 될 수 있다. 지역 주민에게 상의하여 무엇이 적절한 것이 확인하는 것이 중요하다. 거스름돈을 받기 싫다면 택시 기사에게 그 돈을 가지라고 해도 괜찮다.
- 일본의 장례식 화장에서 친척은 젓가락으로 재에서 뼈를 골라 내고 두 친척이 동시에 같은 뼈 조각을 잡을 수 있다. 이는 두 사람이 젓가락으로 같은 물건을 동시에 가지고 다닐 수 있는 유일한 경우이다. 젓가락에서 젓가락으로 물건을 전달하는 것을 포함하여 두 사람이 동시에 젓가락으로 무엇을 들고 있다면, 많은 사람들에게 가까운 친척의 장례식이 있다고 생각하게 만들 것이다.

## 한국

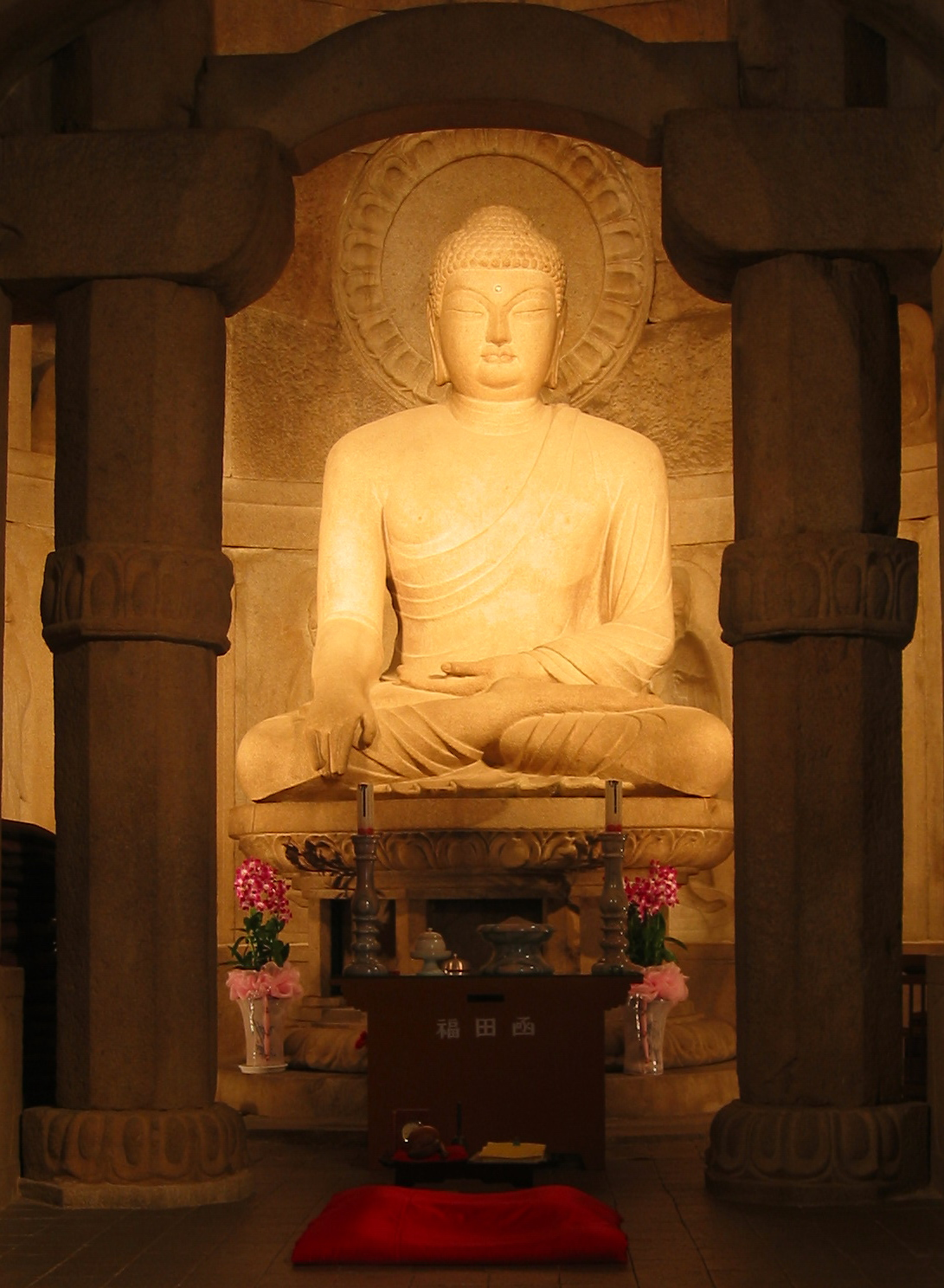
많은 동양인들과 마찬가지로 한국인들은 한국의 불교 양식과 관련된 예절을 지킨다. 한국의 국보인 석굴암 불상이 전시되어 있다.

- 숫자 4는 불행한 숫자로 인식되므로, 선물을 4의 배수로 제공해서는 안된다. 그렇지만 7개의 물건을 주는 것은 행운을 가져다 주는 것으로 생각한다.[14]
- 음식이 너무 매워서 콧물을 흘린다고 해도, 식탁에서 코를 푸는 것은 불쾌하게 여긴다. 필요한 경우, 화장실로 가서 코를 풀거나 최대한 조심스럽게 해야 한다.[15]
- 레스토랑과 바에서는 자신의 것만 음료를 따르는 것은 무례한 행위이다. 상대방의 잔을 주시하고 비어있는 경우 채워야 한다. 상대방 역시 똑같이 할 것이다. 과음을 피하고 싶으면 유리를 가득 채운 채로 두어야 한다. 음료를 잔에 부을 때는 병을 오른손에 잡고 왼손을 팔꿈치 근처 팔뚝에 가볍게 둬야 한다.[13]
- 높은 사회적 지위를 가진 사람이 지위가 낮은 당신에게 음료를 부을 때, 그리고 당신이 그것을 마실 때 그 사람을 쳐다보지 않고 고개를 돌리는 것이 좋다.
- 공공 장소에서 서로 키스하는 부부는 겸손한 것으로 보이지 않아서 무례한 행위로 간주된다.
- 한국 전통 테이블 예절 참조.

## 말레이시아
- 집 안에서 신발을 신는 것은 무례한 행위이다. 일반적으로 집 밖에서 신발을 벗고 문 옆에 둔다.

- 부모, 조부모 또는 교사와 같은 연장자와 악수를 할 때, 젊은 사람은 코나 이마 끝으로 장로의 손바닥에 닿아 존경을 표해야 한다. 손에 키스하는 것과 비슷하지만 입술이 아닌 코 끝이나 이마만 사용한다. 이것은 일반적으로 말레이인 또는 말레이시아 무슬림이 행하는 존중의 표시이다. 사람들이 당신을 방문하든 그 반대도 "살람"하지 않는 것은 무례한 것으로 생각한다.
- 공공장소에서 공개적으로 배우자나 애인에게 키스와 같은 과한 애정을 보이는 것은 겸손함과 경건함을 나타내는 것이 아니기 때문에 부적절한 것으로 간주한다.
- 식사는 보통 오른손으로 먹는다.
- 사람들에게 물건을 건네 줄 때는 왼손이 아닌 오른손 또는 양손을 사용해야 한다.
- 여자아이는 단정하게 옷을 입어야 하며, 노출된 복장을 입으면 안된다.
- 말레이시아의 말레이인, 중국인, 인도인은 모두 체면을 유지하고 공공 및 민간 상황에서 창피함을 피하기 위해 노력한다. 공개적으로 비난하고 모욕하며 집단이나 개인에게 수치심을 불러 일으키는 일을 함으로써 다른 사람에게 화를 내면 체면을 잃을 수 있다. 비언어적 의사소통을 통해 그것에 대해 동의하지 않는다는 의사를 표현한다면 침착하고 정중하게 체면을 지킬 수 있다.
- 당신보다 조금 더 나이가 많은 사람들을 "kak"(언니/누나를 의미)과 "abang"(형/오빠를 의미), "adik"(당신보다 어린 남성과 여성 모두에게), 더 어린 형제 자매 또는 당신보다 훨씬 나이가 많은 사람들 또는 결혼 해 자녀를 둔 사람들에게는 "makcik"(아줌마) 또는 "pakcik"(아저씨) 비록 그들이 당신과 관련이 없는 경우에도, 그들의 이름이 아닌 이러한 호칭으로 사람들을 부르는 것은 정중한 것이다.[16]
- 말레이시아의 통치자나 왕족에게 인사 할 때는 가볍게 절을 하면서 손바닥을 함께 마주 보게 하고 눌러야 한다.
- 자신의 지위에 따라 사람들마다 다르게 말하는 것도 중요하다. 예를 들어, 명예 직책을 부여 받은 사람에게는 교사를 "Cikgu"및 "Datuk"로 지칭해야 한다. 확실하지 않으면 남자를 "Encik"(~씨, Mr)로, 여자를 "Puan"(~양, Ms) 또는 "Cik"로 부르는 것이 좋다.
- 머리는 신성한 것으로 여겨지기 때문에 손으로 만져서는 안된다.
- 반면, 발은 상징적으로 부정한 것으로 여겨지기 때문에 사람이나 물건을 가리키는 데 사용되어서는 안되며 발바닥이 바닥에 앉을 때 다른 사람에게 직접 노출되어서는 안된다.
- 누군가를 가리킬 때 엄지 손가락으로 해야 한다. 말레이시아에서 검지로 누군가를 가리키는 것은 무례한 행동이다.
- 누군가를 손짓으로 오게 하기 위해서는 손바닥이 땅을 향한 상태에서 아래쪽으로 움직여야 한다. 손바닥을 위로 향하게 하고 누군가를 오게 하는 것은 무례한 것이다.
- 누군가를 부를 때에는 "어이!"하고 외쳐서는 안된다.
- 연장자, 상사 또는 교사와 대화 할 때는 비공식 대명사 "aku"(나) 및 "kau"(너)를 사용하지 말고 대신 "saya"를 사용해야 한다. 이는 화자가 연장자, 상사를 동등하게 대우하는 것처럼 말하는 것처럼 보이기 때문에, 부모나 교사와 대화 할 때 "aku" dan "kau"를 사용하는 것은 건방진 것으로 본다.

## 파키스탄
도시 신드(Sindh)와 다른 지역에서는 남자와 여자가 악수를 하는 대신 서로 인사할 때 "아다브" 동작을 만들기 위해 보통 머리를 내리고 손을 이마로 들어 올린다.

## 필리핀

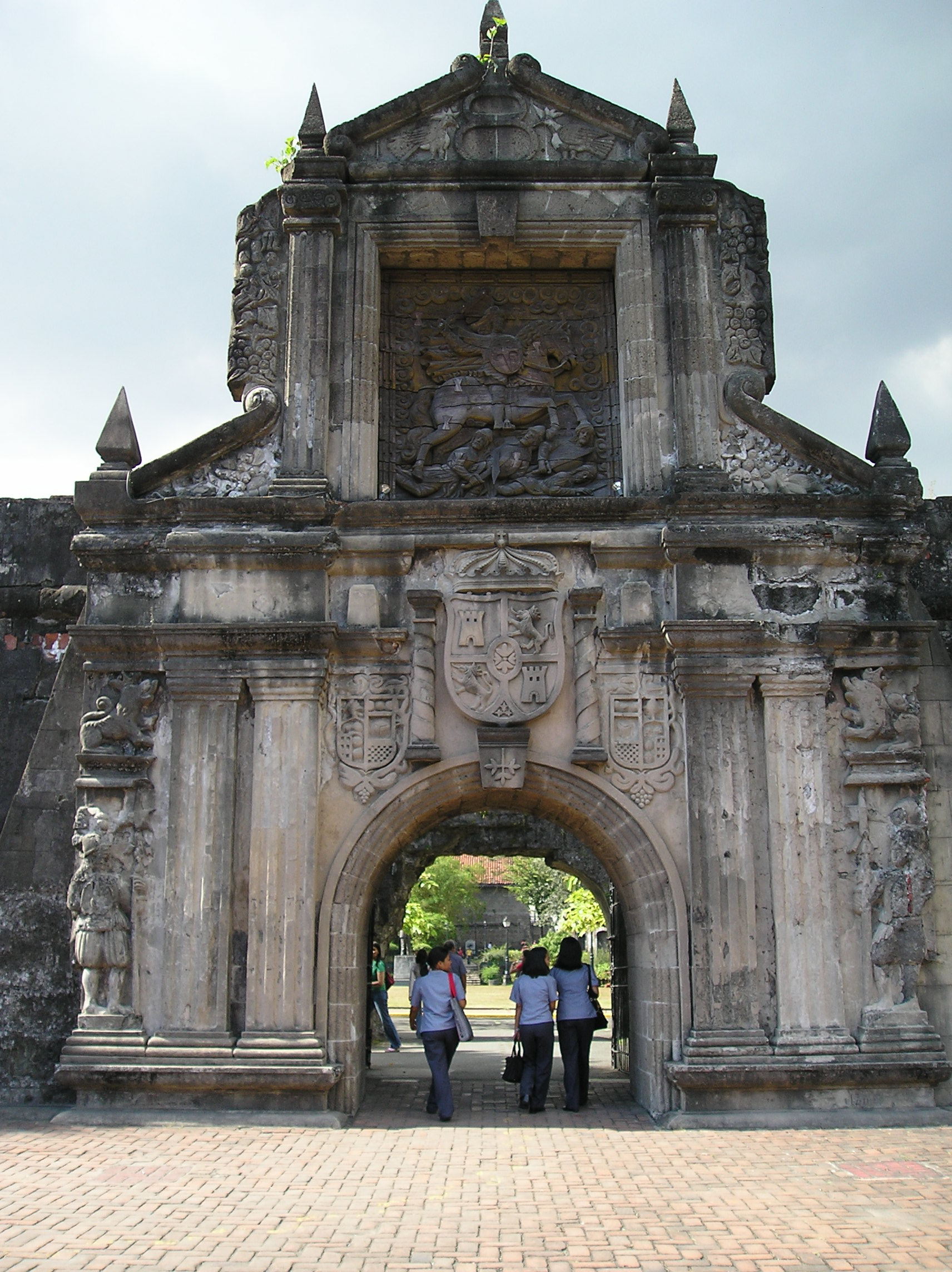
마닐라에 위치한 산티아고 요새의 문이다. 3세기 동안의 스페인 통치는 필리핀 사람들의 관습, 예술 및 사회에 대한 지워지지 않는 흔적을 남기고 말았다.

일본, 중국, 인도, 중동 및 서부의 영향 뿐만 아니라, 3세기 동안의 스페인과 48년의 미국 통치가 필리핀의 전통 예절에 추가되었다. 사회적 기능, 효도 및 대중 행동에 관한 독특하고 특히 공식적인 예절이 되었다. 나이는 사회 구조와 행동에 중요한 결정 요인이 되며, 명예, 우선 순위 및 직위의 적용을 지시하기도 한다.

## 싱가포르
- 영국의 전 직할 식민지였던 싱가포르에서는 서구 사회의 많은 예절 기준이 적용된다.[17]

## 태국
- 태국인들은 왕을 대단히 존경하며, 왕에게 무례한 행동을 한다면 불경죄 (Lèse majesté) 법에 따라 투옥될 수 있다. 30년 이상 감옥에 갇히게 된 사람들을 포함해서, 지난 몇 년 간 왕족에 대해 험담을 한 많은 사람들이 체포되었다.[18]
- 통화, 우표, 잡지 표지 등의 왕의 형상이 담긴 기타 물품은 절대 땅에 던지거나 거칠게 취급되면 안 된다. 왕의 모습이 있는 우표 뒷면을 핥아도 무례한 것으로 생각한다. 특히, 다른 사람의 머리 위로 발을 올리는 것은 가장 무례한 표현이기 때문에 이러한 물건들은 절대 발 밑에 두지 않는다. 실수로 떨어뜨린 돈이나 다른 물건은 즉시 집어 들고, 조심스럽게 솔로 털어야 한다. 굴러가는 동전을 잡기 위해 발로 밟는 것은 안된다.[19]
- 머리는 태국에서 신성하다고 믿어지며 함부로 손으로 만져서는 안된다.[20]
- 반면, 발은 부정한 것으로 간주되어 사람이나 물건을 가리키는 데 사용되어서는 안되고 발바닥이 바닥에 앉을 때 다른 사람에게 보여서는 안된다.[21]

## 터키
- 가족과 친구는 두 번째 특이한 사람 센을 사용하여 서로 이야기하고 성인은 센을 사용하여 미성년자에게 연설한다. 공식적인 상황 (처음으로 사람들을 만나기, 비즈니스, 고객 담당자, 동료) 복수의 2인칭 시즈는 거의 독점적으로 사용된다. 매우 공식적인 상황에서, 복수의 2인칭 시즐러는 매우 존경받는 사람을 지칭하기 위해 사용될 수 있다. 드물게 동사의 3인칭 복수형 (대명사는 아님)을 최대한 존중하기 위해 사용될 수 있다. 명령에는 세 가지 형태가 있다. 비공식적인 두 번째 사람, 공식적인 두 번째 사람, 매우 공식적인 상황의 두 배 복수 인. 따라서 동사의“meto to be”의 형태는 젤 (2 인칭 단수, 비공식), 젤린 (복수인 2, 2인칭) 및 젤리 니즈 (복수의 2 인칭 복수형, 매우 공식적이고 자주 사용되지 않음)이다.
- 터키의 명예는 일반적으로 성이나 특정 사회적 지위 (예 : 이름 Bey (Mr.), Name Hanım (Ms.), Name Hoca (교사 또는 성직자). 이러한 명예는 공식적인 상황과 비공식적인 상황 모두에서 사용된다. 새로운 명예는 Sayın으로 성이나 이름 앞에 있으며 성별에 따라 다르다. (예:Sayın 이름 성 또는 Sayın 성). 그들은 일반적으로 매우 공식적인 상황에서 사용된다.
- 신발은 안에서 착용하지 않는다. 터키 사람들은 바닥에 발바닥에 붙을 수 있는 흙, 모래 또는 먼지로 바닥이 더러워지는 것을 원하지 않는다. 대신, 신발은 집 근처로 들어가기 전에 문 앞 근처에 두거나 출입구의 신발 캐비닛에 놓고 종종 슬리퍼로 교체한다. 비공식 상황에서는 양말 만 착용해도 된다. 위생 상의 이유로 욕실을 사용할 때 별도의 슬리퍼가 사용된다.
- 열린 우산으로 인한 불운에 대한 신념이 일부 사람들에 의해 심각하게 받아 들여지기 때문에 우산을 가져 오기 전에 우산을 닫는 것이 예의이다. 어떤 사람들은 칼이나 가위를 사람에게 직접 전달하는 것도 나쁜 일이라고 생각한다. 이러한 신념은 특히 노인들 사이에서 일반적이다.
- 호스트는 일반적으로 손님이 계속 식사를 해야 한다고 말한다. 많이 먹을 필요는 없지만 적어도 테이블의 모든 것을 맛보고 맛과 품질에 대한 감사를 표해야 한다.
- 일반적으로 음식이나 작은 호의는 일반적으로 두 번 이상 제공되며 불편을 피하기 위한 노력을 암시하는 표현으로 처음 거절하는 것이 예의다.
- 가운데 손가락과 집게 손가락 사이에 엄지 손가락을 대고 주먹을 만드는 것과 같이 익숙하지 않은 손 제스처는 피하는 것이 좋다. 이들 중 다수는 공격적이다.
- 후자의 여성 친척이나 아내의 출현에 대한 사람의 의견은 무례한 것으로 보일 수 있다.
- 저녁 식사에 초대되면 무언가 (보통 디저트)를 가져올 것으로 예상된다. 호스트가 참여하지 않는 한 알코올을 가져 오면 안된다. 손님이 음식이나 음료를 (평소대로) 가져 오면 방문하는 동안 적절한 상황에서 제공하는 것이 일반적이다.
- 친구는 악수하고 뺨 하나 또는 둘 다를 만지거나 키스하여 서로 인사 할 수 있다. 이것은 사업에 부적절하다.
- 식탁에서 식사를 시작하기 전에 먼저 장로들이 식사를 시작할 때까지 기다려야 한다. 그러나 물을 마시는 동안 미성년자가 우선권을 갖는다.
- 테이블에 코를 부는 것은 혐오감에 시달리고 춥다. 스니핑은 테이블에서 무례한 것으로 간주되므로 화장실에서 코를 자주 청소하는 것이 가장 좋다. 이러한 활동은 일반적으로 불쾌한 것으로 간주되며 사회적 상호 작용을 피하는 것이 가장 좋다.
- 부모, 조부모, 가능하면 다른 노인 친척과 선생님 앞에서 다리를 건너는 것이 무례한 것으로 간주된다. 앉은 다리를 건너면 누군가, 특히 나이가 많거나 높은 지위에 있는 사람을 밟는 것이 불쾌하다. 마찬가지로, 신발이나 발바닥을 보여주는 것은 일반적으로 무례하다.
- 서로 키스하는 부부는 겸손한 것으로 보이지 않기 때문에 더 보수적인 지역에서 가짜 파스이다.
- 전국은 11월 10일 오전 9시 5분에 1분의 침묵을 한다. 이 침묵은 터키의 창립자 인 무스타파 케말의 기억에서 관찰된다.[22]

## 같이 보기
- 아프리카의 예절
- 오세아니아의 예절
- 북아메리카의 예절
- 유럽의 예절
- 남아메리카의 예절
- 중동의 예절
- 세계의 예절
- 중국의 식사 예절